# 영동 추풍령 전적 및 장지현 순절비
영동 추풍령 전적 및 장지현 순절비(永同 秋風嶺 戰蹟 및 張智賢 殉節碑)는 충청북도 영동군 추풍령면 사부리에 있는, 임진왜란(1592) 때 의병장이었던 삼괴 장지현(1536∼1593) 장군의 뜻을 기리기 위하여 세운 순절비 및 전적지이다. 1994년 12월 30일 충청북도의 기념물 제96호로 지정되었다.

## 개요
임진왜란(1592) 때 의병장이었던 삼괴 장지현(1536∼1593) 장군의 뜻을 기리기 위하여 세운 순절비 및 전적지이다.
장지현은 선조 23년(1590) 신립 장군의 부장이 되고, 이듬해 사헌부 감찰이 되었으나 곧 사직하고 고향으로 돌아왔다. 임진왜란이 일어나자 의병 2,000명을 모아 관군과 합세하여 추풍령에서 1만여 명의 왜적과 싸워 김천방면으로 물리쳤다. 그러나 곧 금산방면에서 공격해 온 왜군의 협공을 받아 사촌동생 호현과 함께 전사하였다.
장군의 높은 뜻과 애국충정을 기리기 위하여 이곳에 1978년 사당을 건립했다.

## 참고 문헌
- 영동 추풍령 전적 및 장지현 순절비 - 국가유산청 국가유산포털